# Ошейниковый американский стриж
Ошейниковый американский стриж (лат. Streptoprocne zonaris) — вид птиц из семейства стрижиных. Крупный стриж с широкими крыльями, очень чёрным оперением с голубоватым блеском на спине, шея украшена белым воротником. Птицы широко распространены на территории от Мексики и Антильских островов на севере до Аргентины, Парагвая и южных районов Бразилии на юге. Основной средой обитания являются горные вечнозелёные леса, тропические вечнозелёные леса, вторичные леса и кустарники. Питаются насекомыми. Строят гнёзда из мха и хитина, почти не используя грязь и выкладывая их мягкими растительными материалами, в тёмных пещерах или нишах за водопадами. Откладывают два яйца, инкубационный период составляет 30—35 дней в Коста-Рике и 20—25 дней в Аргентине. Птенцы покидают гнездо через 45—55 дней после появления на свет.
Вид был описан английским зоологом Джорджем Шоу в 1796 году и отнесён им к ласточкам. Международный союз орнитологов относит ошейникового американского стрижа к роду Streptoprocne и выделяет 9 подвидов, которые отличаются длиной крыла, относительной чернотой оперения, включая наличие белых кончиков на перьях, а также развитием белого воротника.

## Описание
Крупные стрижи с длиной тела 20—22 см, массой 85,75—107 г и размахом крыльев 48—53 см (по другим данным, 20—21,5 см, 92,1—125,0 г и 45—55 см, соответственно, или 100—124 г). Оперение чёрное, на шее выделяется заметный белый воротник. Окраска головы сажисто-чёрная, затылок обычно ещё темнее. Оперение спины, подхвостья и надхвостья имеет голубоватый блеск, крылья и хвост слегка сероватые (светлее остального оперения), более светлые на внутренней стороне маховых и рулевых перьев. Крылья широкие, хвост с небольшим разрезом. Воротник на затылке состоит из полностью белых перьев, в то время как на груди половина пера черноватая. Радужка глаза тёмно-коричневая, клюв чёрный. Половой диморфизм отсутствует.
У птенцов ошейникового американского стрижа кончики перьев окрашены в серовато-белый цвет, более заметный на груди и по бокам (особенно широкие полосы на затылке). Птенцы быстро вырастают из такого оперения, но на первостепенных маховых перьях белые кончики заметны до тех пор, пока они не достигнут взрослых размеров, а на второстепенных сохраняются ещё дольше. Птенцы возрастом несколько месяцев имеют чёрное оперение с крупным белым пятном и небольшими белыми вкраплениями на груди и шее, в месте будущего воротника. Они приобретают взрослое оперение до того, как достигают репродуктивного возраста, во время сезона размножения у них уже полный белый воротник.
Линька, предположительно, начинается в то время, когда птицы откладывают яйца или чуть раньше. У стрижей, пойманных в августе в Коста-Рике, зафиксировано от четырёх до семи новых первостепенных маховых перьев. Заканчивается линька в конце ноября или начале декабря.

### Подвиды
В разных географических регионах ошейниковый американский стриж, по мнению американского орнитолога Кеннета Кэрролла Паркеса (1922—2007), отличается длиной крыла, относительной чернотой оперения, включая наличие белых кончиков на перьях, а также развитием белого воротника. Номинативный подвид имеет длину крыла 204—221 мм. Это очень тёмный подвид, у которого кончики перьев не окрашены в светлые тона, а воротник не очень широк. Места соединения передней и задней части воротника обычно особенно узкие.
Островной подвид S. z. pallidifrons, по мнению Паркеса, имеет наиболее заметные отличия в окраске. Его выделяет светлое оперение лица и горла, а также светлые, но не белые пятна на крайних кроющих перьях. Перья у основания клюва коричневато-серые, лоб серый в центре и белее по сторонам, вокруг глаз проходит тонкая белая линия. Дина крыла составляет 193—206,5 мм.
Подвид S. z. mexicana характеризуется очень крупными размерами, длина крыла составляет в основном 206—217,5 мм. У него серое оперение снизу (серее, чем у остальных подвидов), а воротник широко заходит на грудь. Чуть меньшие размеры, чем у подвида S. z. mexicana, характеризуют подвид S. z. bouchellii, длина крыльев у которого составляет в основном 200—210 мм (размеры 191—205 мм, указываемые в части литературы, по всей видимости соответствуют длине кости крыла). Данный подвид заметно чернее мексиканского, а белый воротник у него намного тоньше. У молодых особей воротник может отсутствовать полностью. Часто этот подвид считают синонимичным с S. z. albicincta, что приводит к путанице при определении ареала. Длина крыла у представителей подвида S. z. albicincta составляет 182—197 мм. Эти птицы намного чернее подвида S. z. minor, кончики перьев не осветлены даже у молодых птиц, за исключением горла, при этом цвет кончиков скорее коричневатый, чем белый. У взрослых птиц воротник довольно широкий. Ранее этот подвид был отнесён к древесным стрижам. В Гондурасе были отмечены промежуточные особи между данным подвидом и подвидом S. z. bouchellii (в некоторых источниках — S. z. albicincta). Название S. z. albicincta использовалось для именования большой группы ошейниковых американских стрижей, не все из которых подходили под оригинальное описание. Подвид S. z. subtropicalis был выделен из S. z. albicinta и несколько крупнее его. Длина крыла составляет 194—207 мм. Его оперение также имеет интенсивный чёрный цвет, а воротник достаточно широк. Вместе с тем, у взрослых птиц кончики кроющих перьев крыла часто окрашены в белый цвет.
Одним из самых маленьких подвидов является S. z. minor. Длина крыла этого подвида обычно составляет 183—197 мм. Как и у представителей более крупного подвида S. z. bouchellii, у птиц сильно уменьшен воротник. Он часто кажется пёстрым из-за очень узкой белой полосы на кончиках перьев воротника. Горло сероватое. Белый цвет хорошо заметен на внешней стороне кроющих перьев крыла, менее заметен на внутренней стороне внутренних маховых перьев, где со временем пропадает полностью. Ранее этот подвид тоже был отнесён к древесным стрижам. Самый крупный подвид — S. z. altissima — имеет длину крыла свыше 220 мм. Помимо размеров, его характерным признаком является самый широкий среди всех подвидов воротник, который продолжается, не сужаясь, вокруг всей шеи. На крайних кроющих перьях крыла взрослых птиц заметны белые кончики. Оперение чёрное, горло такого же цвета, как и оперение снизу, либо чуть светлее. Подвид S. z. kuenzeli выделяется своим оперением. Кончики всех рулевых перьев окрашены в белый цвет, даже кроющие перья крыла и перья на голове имеют белые кончики. Хорошо заметны белые брови. Горло и оперение снизу более коричневое, чем у номинативного подвида. Длина крыла в источниках сильно разнится и составляет от 195 мм до 213 мм.

### Похожие виды
Ошейниковый американский стриж является крупнейшим стрижом на большей части своего ареала, однако на северных и южных границах обитают стрижи схожего размера и окраса. На северо-западе Мексики это чуть более крупный белоголовый американский стриж (Streptoprocne semicollaris), у которого оперение груди чёрное, а воротник выражен преимущественно на задней части шеи. Кроме того, хвост S. semicollaris имеет квадратные очертания без какого-либо разреза, что позволяет отличить его от молодых особей ошейникового американского стрижа, у которых воротник может быть выражен слабо. На востоке Южной Америки ареал ошейникового стрижа пересекается с ареалом щитоносного американского стрижа (Streptoprocne biscutata), у которого воротник отсутствует по сторонам шеи. Такую особенность трудно отследить в полёте, другим отличительным признаком является треугольное белое пятно на груди у щитоносного американского стрижа, упирающееся острым концом в подбородок птицы, против более плавного и узкого белого воротника у ошейникового американского стрижа. Кроме того, оперение головы щитоносного американского стрижа светлее, а хвост более квадратный.

## Поведение
Ошейниковые американские стрижи всегда собираются в стаи, состав которых может варьировать от 5—10 до более чем 50 особей. Во время сухого сезона (с января по апрель в Коста-Рике) группы из 2—4 птиц могут отделяться от стаи, чтобы гоняться друг за другом на высокой скорости, часто недалеко от земли. По всей видимости, убегающую самку догоняют самцы, при этом птицы совершают синхронные манёвры, часто касаясь друг друга в воздухе. Стрижи могут подниматься высоко в воздух, чтобы совершить нырок с крыльями, высоко поднятыми вверх (V-образный полёт). Через несколько минут они присоединяются к основной стае. Полёт ошейникового американского стрижа очень быстрый: развивая скорость 70—100 км в час, этот вид быстрее остальных крупных стрижей в Коста-Рике. Птицы чередуют глубокие сильные взмахи крыльями со скольжением на большой скорости, они могут менять высоту и летать кругами, совсем не хлопая крыльями. Серии быстрых взмахов крыльями происходит только после того, как стрижи сильно замедляются, чтобы поймать в воздухе насекомых.
Довольно шумные птицы, имеют в своём репертуаре несколько громких позывок. Особенно шумны в стае, своими криками напоминая стаи попугаев. Самым распространённым является громкий крик «cleeee» или «peeew», который стрижи могут многократно повторять, а в стаях продолжать серией схожих сигналов. В репертуар также входит «wheee» или «prreeew». Во время сезона размножения и за его пределами птицы формируют высоко в небе большую плотную воронку, включающую 100 и более особей, которая перемещается с ветром. В такой воронке стрижи могут несколько минут оставаться бесшумными, а потом несколько птиц внезапно падают вниз и за ними с громкими криками устремляется вся стая. Издалека крики стрижей в стае звучит как обычные позывки, но Марин говорил о сильном впечатлении от этих криков у наблюдателя недалеко от стаи. После нырка на 50 и более метров стая распадается на группы. Такие манёвры могут повторяться несколько раз.
Помимо голосовых сигналов, когда ошейниковые американские стрижи на высокой скорости летят вниз, шум может создавать их оперение.

## Распространение
Площадь ареала ошейникового американского стрижа составляет 25 500 000 км². Птицы широко распространены в регионе от Мексики и Антильских островов на севере до Аргентины, Парагвая и южных районов Бразилии на юге. Преимущественно обитают в горах, но встречаются и на равнинных территориях, могут населять как побережье, так и внутренние районы. Редко встречаются в равнинной местности, отдалённой от гор. В Андах они поднимаются на высоту до 4350 м над уровнем моря, в Мексике встречаются на высоте 0—2500 м, в Эквадоре — 300—4000 м, достигая 4200 м на восточных склонах. Могут гнездиться на тех островах Антильского архипелага, где есть горы высотой более 2000 м.
Ошейниковые американские стрижи населяют различные ландшафты. Основной средой обитания являются горные вечнозелёные леса, тропические вечнозелёные леса, вторичные леса и кустарники, где птицы встречаются одинаково часто. Реже стрижей можно заметить в засушливых регионах. Ошейниковых американских стрижей отмечали на открытых пространствах в заповеднике Río Negro Jaguar Preserve в Коста-Рике, над лиственными лесами, сосновыми лесами и саванной в Хилл-Банк на севере Белиза. В окрестностях Вильявисенсио в Колумбии было отмечено, что птицы могут летать и над застроенными районами, но избегают рисовых полей.
На большей части своего ареала ошейниковые американские стрижи не осуществляют миграций, однако могут совершать локальные кочёвки, в том числе высотные, спускаясь с гор во время плохой погоды. В Перу в мае—июне ошейниковые американские стрижи спускаются с Анд, в Южной Америке следуют за пожарами в саванне, в Боливии и на севере Аргентины отмечены вне сезона размножения. В мае—октябре птицы изредка достигают Гренады, в декабре—марте — северной части Мексики, в зимнее время — Гватемалы. В Северной Америке птиц отмечали девять раз: в южных штатах от Калифорнии до Флориды, а также дальше на север в Мичигане и Онтарио на юге Канады. Предположительно, в Техасе в марте был отмечен подвид S. z. mexicana, а во Флориде в сентябре — S. z. pallidifrons.
Международный союз охраны природы относит ошейникового американского стрижа к видам, вызывающим наименьшие опасения; вместе с тем, численность птиц снижается из-за потери среды обитания. Вид широко распространён почти на всём своём ареале. Исключение составляют некоторые районы Центральной Америки, особенно на тихоокеанском побережье. Птицы крайне редки на севере Белиза, хотя часто встречаются в подходящей среде обитания в Коста-Рике. Они также редки в некоторых районах Анд, а подвид S. z. pallidifrons редко встречается в Вест-Индии. Ошейникового американского стрижа можно встретить во многих природоохранных зонах, в том числе в национальных парках Браулио-Каррильо, Вулкан Ирасу и Вулкан Поас, биосферном заповеднике Монтеверде в Коста-Рике, в государственном заповеднике Рио-Намби в Колумбии, в национальных парках Серра-дус-Органс и Итатиая в Бразилии, Йбикуи в Парагвае.

## Питание
Рацион ошейниковых американских стрижей определён на основании содержимого пищеварительной системы двух экземпляров, полученных в Мексике. Один из них содержал 842 насекомых, включая 538 муравьёв Azteca forelii, а другой — 811 и 471, соответственно. У обоих экземпляров в желудках были обнаружены остатки представителей отрядов полужесткокрылые (Hemiptera), включая подотряд равнокрылые хоботные (Homoptera), перепончатокрылые (Hymenoptera), жесткокрылые (Coleoptera), чешуекрылые (Lepidoptera) и двукрылые (Diptera). Кроме того, были обнаружены остатки одного паука. В желудке ещё одного стрижа, которого вынесло водой на пляже в Техасе, было обнаружено большое количество остатков божьих коровок Hippodamia convergens. На основании этих данных учёные сделали вывод, что основной пищей ошейниковых американских стрижей являются роящиеся насекомые.
Птицы очень общительны, обычно добывают пищу в больших стаях, часто с другими стрижами. В горах Сьерра-де-лос-Туштла в Мексике образуют стаи численностью от 10 до 200 птиц вместе с серобрюхими иглохвостами (Chaetura vauxi), в Эквадоре обычно охотятся выше других стрижей. Стрижи охотятся на больших территориях или осуществляют локальные миграции за насекомыми, вызванные погодными условиями. Могут охотиться над городами, если на обычных кормовых территориях идут сильные дожди. Известно о перелётном стриже, который примкнул к стае из 8—10 доминиканских лесных ласточек (Progne dominicensis), возможно из-за их рациона или особенностей добычи пропитания, однако последние прогоняли его из группы.

## Размножение
Информация о сезоне размножения неполная. В Аргентине он продолжается с ноября по январь, на юге Бразилии птиц, готовых к размножению, ловили в начале октября, в Боливии сексуальное поведение также отмечали в октябре. В Эквадоре яйца были обнаружены в январе. В Бразилии птицы начинают откладывать яйца в октябре—ноябре, птенцы вылетают из гнезда в январе. Недавно вылупившиеся птенцы были отмечены в Колумбии и в Венесуэльских Андах в апреле и мае—июне, соответственно. Согласно исследованиям в Коста-Рике, ошейниковый американский стриж откладывает яйца намного раньше остальных представителей подсемейства, обитающих в этом регионе. В основном кладка приходится на конец апреля и первую половину мая, в то время как остальные виды откладывают яйца в июне—июле. При этом ошейниковые стрижи начинают строить гнёзда ещё во время сухого сезона, в частности почти готовые гнёзда были обнаружены 6 марта 1986 года.

### Брачное поведение
Мало известно и о брачном поведении ошейникового американского стрижа. По всей видимости, к нему относятся воздушные погони в небольших группах из 2—4 особей, которые наблюдали Мануэль Марин (Manuel Marin) и Фрэнк Гарфилд Стайлс. Самка предположительно улетает от погони. При этом птицы могут совершать синхронные манёвры на высокой скорости, практически касаясь друг друга в воздухе. Такие полёты сопровождаются громкими криками. Спаривание, возможно, происходит в воздухе. Начиная с марта Марин и Стайлс наблюдали, как пары птиц сцепляются ногами и падают к земле 50 и более метров, иногда расцепляясь только перед самой поверхностью. Однако нет доказательств того, что во время такого манёвра совершается спаривание. Погони с нырками и совместными падениями продолжаются и после того, как самка откладывает яйца, хотя заметно реже.
Ошейниковые американские стрижи разбивается на пары около гнезда. По наблюдениям в Коста-Рике, птицы появляются высоко в небе около своих колоний в полдень и постепенно опускаются вниз. Около 16:30 они направляются непосредственно к гнезду, расположенному за водопадом или около него. Стрижи быстро пролетают за водопад в одиночку или парами и вскорости устраиваются на стене пещеры, при этом птицы опираются на полностью расправленный хвост, голова направлена вбок и воротник обычно не виден. Часто две птицы в паре сидят почти касаясь друг друга, при этом головы направлены друг от друга или в одном направлении.
При приближении новой птицы к занятому насесту сидящие стрижи поднимают одно или два крыла, демонстрируя агрессивное поведение и не давая птице сесть. При этом пара птиц поднимает внешние по отношению друг к другу крылья. Приближающаяся к насесту птица обычно громко кричит. Следом за её криками, отличающимися от позывок в стае, начинают шуметь сидящие на насесте стрижи. Обычно стриж принимает свою пару и быстро успокаивается после того, как вторая птица устраивается на насесте. Если же стрижа отогнали, он устраивается на незанятое место рядом или улетает после нескольких безуспешных попыток.

### Гнёзда
Места, в которых ошейниковые американские стрижи могут утраивать гнёзда, очень разнообразны — от тёмных ниш глубиной 30—50 см и шириной 30 см на входе до пещер глубиной несколько метров и высотой более 1 метра на входе. Обычно они находятся на вертикальных скалах высоко над уровнем воды. Часто вход закрыт свисающими растениями, например Pilea. В каждой такой нише или пещере может устраивать гнезда от одной до дюжины и более пар стрижей. По другим данным, размеры колоний могут достигать нескольких сотен особей.. Птицы всегда строят гнёзда в тёмных пещерах и способны возвращаться к ним после захода солнца. Другим обязательным условием является более-менее горизонтальная поверхность, на которой строится гнездо. При этом гнёзда могут строиться как на твёрдых поверхностях, так и на песке или гуано. Обычно гнездо расположено за водопадом так, что до него могут доставать брызги воды.
Гнездо в форме диска с небольшим углублением в центре птицы строят из растительных материалов, в основном мхов, основание и внешние стенки гнезда обычно влажные. Стрижи могут снимать мох со стен пещеры, когда сидят на гнезде, карабкаться за ним по вертикальным стенам или приносить с собой. Птицы часто используют при строительстве хитин насекомых. Иногда гнёзда почти полностью построены из хитина и неясно, чем они скреплены, так как птицы почти не добавляют грязь. Учёные высказали предположение, что при строительстве используется хитин из погадок, которые в том числе содержат слюну или слизь, помогающие скрепить гнездо. Однако неиспользование слюны при строительстве гнезда является важным отличительным признаком подсемейства Cypseloidinae, к которому относят и ошейниковых американских стрижей. Внутри гнездо обычно выстлано мягкими растительными волокнами, мхами и сухими листьями. С приближением времени появления на свет птенцов в гнездо добавляются свежие растительные материалы, по сравнению с теми, которые были во время откладывания яиц. В основном используются листья Achimenes cettoana семейства геснериевые и папоротника адиантум венерин волос. Иногда птицы не строят гнезда и откладывают яйца прямо в песок. Средняя высота гнезда составляет 95 мм, углубление в центре имеет ширину 147 мм и глубину 10 мм. По другим данным, диаметр гнезда — 120—170 мм, а высота 30—90 мм. Птицы могут использовать гнёзда повторно на следующий год.

### Яйца и птенцы
Ошейниковые стрижи обычно откладывают два яйца, однако на юго-востоке Бразилии была зафиксирована успешная кладка с тремя выведенными птенцами. Инкубационный период существенно варьирует в зависимости от региона и составляет 30—35 дней в Коста-Рике и 20—25 дней в Аргентине. Птенцы появляются на свет с белым пухом. Информация о частоте кормления очень противоречива: согласно одним исследованиям, родители кормят птенцов один раз в день, но с другой стороны стрижи на юго-востоке Бразилии посещают колонию на протяжении всего дня. Птенцы покидают гнездо через 45—55 дней после появления на свет.
Марин и Стайлс не имели возможности наблюдать развитие птенцов и лишь фиксировали некоторые показатели в разное время и у разных птенцов. На 13—15 день птенцы всё ещё покрыты пухом, а контурные перья только начинают появляться. Длина первостепенных маховых перьев составляет 10—15 мм, а рулевых перьев — ещё меньше. Птенцы активны и шумны, их глаза полностью открыты. Они продолжают оставаться активными по мере роста, особенно когда к гнезду приближаются взрослые птицы, однако не демонстрируют агрессивного поведения, как это делают птенцы белогорлого американского стрижа (Cypseloides cryptus). На 46-й день у птенцов почти полное оперение, но местами остаётся пух. Внутренние 5—6 маховых перьев приобретают полную длину, а внешние маховые перья — не меньше трёх четвертей от полной длины. По оценкам учёных, длина крыла увеличивается на 4—5 мм в день до тех пор, пока птенцы не вылетят из гнезда. В это время длина крыла составляет примерно 180 мм, или 90—95 % от длины крыла взрослой птицы.
Основной причиной неуспеха кладки ошейниковых американских стрижей, по всей видимости, является выпадение яиц или птенцов из гнезда и с уступа, на котором оно строится.
Яйцами ошейникового американского стрижа могут питаться южные опоссумы (Didelphis marsupialis) и другие мелкие млекопитающие. На входе в пещеру стрижей может поджидать сапсан (Falco peregrinus). Возможно, именно поэтому некоторые пары откладывают яйца не строя гнездо. Известно, что на ошейниковых американских стрижах паразитируют Dennyus spininotus и представители рода Neochauliacia.
Дополнительная информация о продолжительности жизни и репродуктивном возрасте ошейниковых американских стрижей отсутствует.

## Систематика
Ошейниковый американский стриж был впервые описан английским зоологом Джорджем Шоу в 1796 году и отнесён им к ласточкам. Американский орнитолог Джеймс Ли Питерс в 1940 году включил в свою классификацию пять подвидов.
Международный союз орнитологов относит вид к роду Streptoprocne и выделяет 9 подвидов:
- Streptoprocne zonaris mexicana Ridgway, 1910 — обитает в регионе от юга Мексики (Герреро и Веракрус) до Белиза[2], был отмечен в Гватемале, птицы достигали Техаса, Флориды, Калифорнии[5];
- Streptoprocne zonaris bouchellii Huber, 1923 — обитает в регионе от Гондураса до Панамы[2];
- Streptoprocne zonaris pallidifrons Hartert, 1896 — обитает на Больших Антильских островах (Куба, Ямайка, Гаити (включая острова Тортю и Хувентуд), Вьекес[5]) и некоторых Малых Антильских островах (Саба (остров), Гренадины, Гренада)[2];
- Streptoprocne zonaris minor (Lawrence, 1882) — обитает в Кордильерах на севере Венесуэлы, был отмечен в Тринидаде[2], но не гнездится на острове[5];
- Streptoprocne zonaris albicincta (Cabanis, 1862) — обитает в равнинной местности в Венесуэле (к юге от Анд и Кордильер), на острове Маргарита, в Гвиане[2];
- Streptoprocne zonaris subtropicalis Parkes, 1994 — обитает в субтропиках в горах Сьерра-де-Периха, Сьерра-Невада-де-Санта-Марта, Кордильера-де-Мерида в Колумбии, на западе Венесуэлы и в Перу[2];
- Streptoprocne zonaris altissima Chapman, 1914 — обитает высокого в Андах в Эквадоре и Колумбии[2][5];
- Streptoprocne zonaris kuenzeli Niethammer, 1953 — обитает высоко в Андах в Боливии, на северо-запале Аргентины[2][5], возможно, был отмечен в Чили[2];
- Streptoprocne zonaris zonaris (Shaw, 1796) — обитает в равнинной местности в Боливии, на юге Бразилии[2][5], в центре и на востоке Парагвая[2].